# Toyota NZ-Motorenfamilie
Die Toyota NZ-Motorenfamilie ist eine Motorenbaureihe von Vierzylinder-Reihenmotoren des japanischen Automobilherstellers Toyota. Die Motorblöcke dieser Baureihe sind aus Aluminium hergestellt, die Zylinderköpfe sind Querstromköpfe und haben DOHC-Ventilsteuerung mit VVT-i-Nockenwellenverstellung. Alle Motoren der Baureihe sind benzinbetriebe Otto- bzw. Atkinsonmotoren und haben eine Mehrpunkt-Saugrohreinspritzung mit sequentieller Antaktung.
Die Motoren werden von Toyotas Kamigo-Werk in Aichi, Japan (1NZ für Prius, NZ für Vitz und ist sowie für Sienta), von Siam Toyota Manufacturing in Chonburi, Thailand (NZ für ABC-Fahrzeuge wie der 1NZ-FE für Yaris und Vios) und von Indus Motor Company in Karachi, Pakistan (2NZ für Corolla) hergestellt.

## 1NZ-FXE; 1NZ-FXP

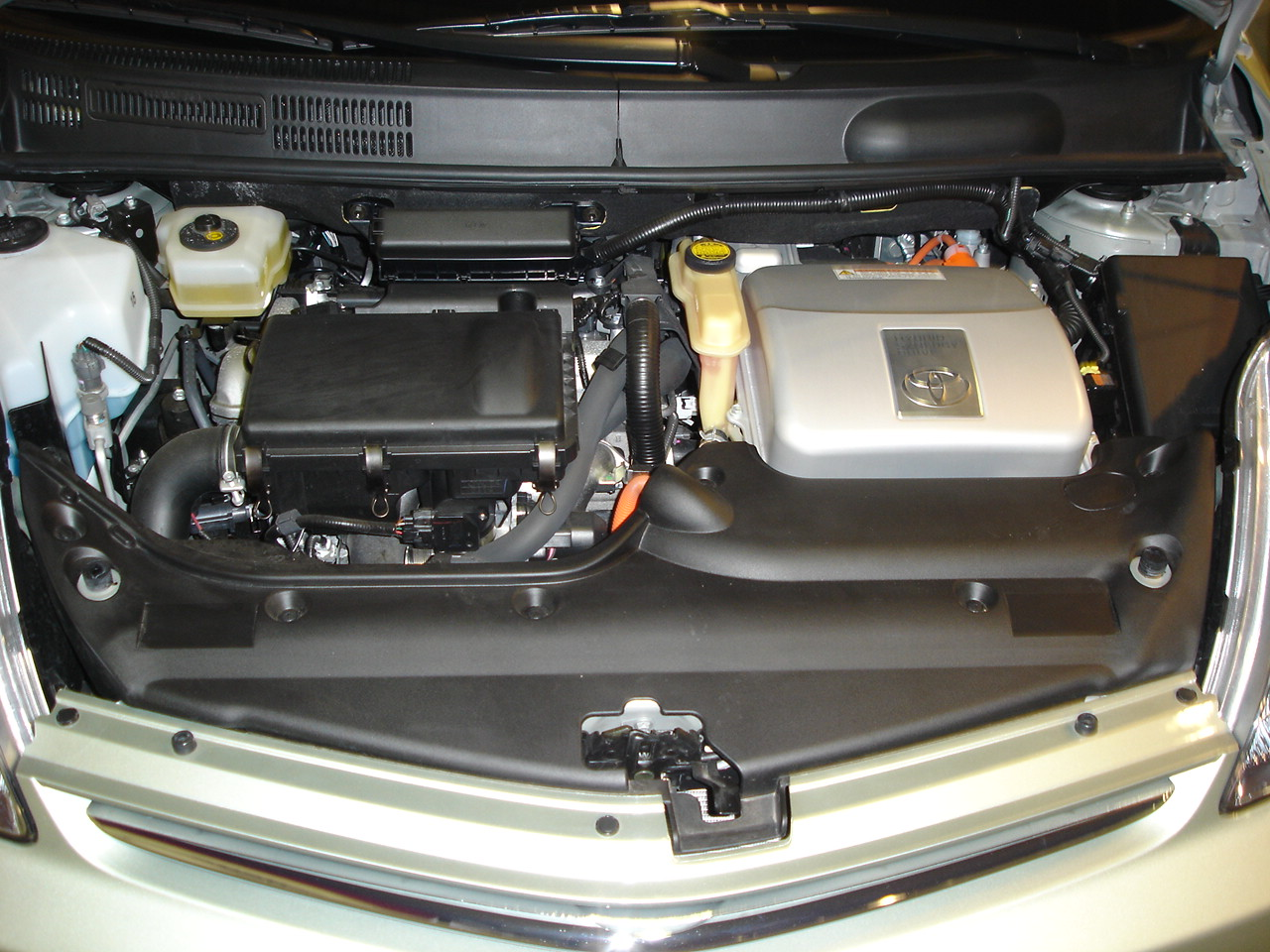
1NZ-FXE und Elektromotor

Der 1NZ-FXE ist ein Atkinsonmotor mit 1497 cm³ Hubraum. Bohrung und Hub betragen 75 mm × 84,7 mm. Er ist mit geschmiedeten Stahlpleueln und einem Aluminiumansaugkrümmer ausgestattet. Der Motor hat ein rechnerisches Verdichtungsverhältnis von 13,0:1, aber das Schließen des Einlassventils ist ob des Atkinsonarbeitsverfahrens verzögert, was ein effektives Verdichtungsverhältnis von 9,5:1 ergibt.
Die Verringerung der Zylinderfüllung führt zu einem geringeren Drehmoment und damit einer geringeren Leistung, aber der Wirkungsgrad ist höher als bei einem herkömmlichen Ottomotor. Der 1NZ-FXE ist im Prius Teil eines Hybrid-Antriebs, bei dem Drehmoment- und Leistungsspitzen durch den Elektromotor und die Batterie gedeckt werden können. Die Leistung des Verbrennungsmotors beträgt 57 kW bei 5000/min, das maximale Drehmoment beträgt 115 Nm bei 4000/min. Der Wirkungsgrad des Motors beträgt etwa 37 %. Die Produktion wurde 2009 mit dem Erscheinen der dritten Generation des Prius eingestellt, bei der der 1NZ-FXE durch den 2ZR-FXE ersetzt wurde.
Im Jahr 2012 wurde mit der Einführung des Prius c (Nordamerika), des Aqua (Japan) und des Yaris Hybrid (Europa) eine neue Version eingeführt. Ohne riemengetriebene Nebenaggregate und mit einem rechnerischen Verdichtungsverhältnis von 13,4:1 leistet die neue Version 55 kW bei 4800/min und liefert ein maximales Drehmoment von 111 Nm zwischen 3600 und 4400/min.